# Eberhard Fraas
Eberhard Fraas (Stuttgart, 26 juni 1862 - aldaar, 6 maart 1915) was een Duitse wetenschapper, geoloog en paleontoloog. Hij werkte als conservator bij de Stuttgarter Naturaliensammlung en ontdekte de dinosauriërs van de Tendaguru-formatie in wat nu Oost-Afrika (nu Tanzania) is. De dinosauriër Efraasia is naar hem vernoemd.

## Biografie
Eberhard Fraas werd geboren in Stuttgart als zoon van Oscar Fraas (1824-1897), een conservator en professor aan de geologische en paleontologische afdeling van het Württemberger Königliche Naturalienkabinett. Na het gymnasium te hebben doorlopen, studeerde hij aan de universiteit van Leipzig bij Hermann Credner en Ferdinand Zirkel, en later in München bij Karl Alfred von Zittel, August Rothpletz (1853-1918) en Paul Groth. Hier promoveerde hij in 1886 op een proefschrift over zeesterren uit het Jura. Zijn geologisch werk stelde hem in staat het eerste coherente verslag over de geschiedenis van de Alpen te publiceren.
In juli 1888 ontving hij zijn habilitatie (tweede Ph.D.) van de Universiteit van München en in 1891 werd hij assistent bij het Staatsmuseum voor Natuurlijke Historie in Stuttgart. In 1894 werd hij conservator van de geologische, paleontologische en mineralogische afdelingen. In die hoedanigheid was hij verantwoordelijk voor een groot aantal geologische kaarten van zijn geboorteland Schwaben. Veel hiervan werden uitgegeven in samenwerking met Wilhelm Branco (die later zijn naam zou veranderen in Wilhelm von Branca). Fraas was ook conservator van de mineralencollecties van Friedrich Alfred Krupp en gaf hem les van 1898 tot aan zijn dood in 1902.
Uitstapjes naar Spanje, Sardinië, Italië, de Balkan, het westen van Noord-Amerika (1901), Egypte en Syrië (1897 en 1906) en ten slotte naar Duits Oost-Afrika (1907) verbreedden zijn blik en vulden het museum met nieuwe aanwinsten.
Zijn ontdekking van dinosauriërs in Oost-Afrika zou aanleiding geven tot vele expedities naar de Tendaguru, eerst door het Berlijnse Museum für Naturkunde, en door Britse instellingen zodra de Duitsers de controle over de kolonie hadden verloren na de Eerste Wereldoorlog.

## Overlijden
Fraas overleed onverwachts op 6 maart 1915 op 52-jarige leeftijd in Stuttgart, aan dysenterie die hij had opgelopen in Oost-Afrika.

## Werken
- Die Asterien des Weissen Jura von Schwaben und Franken : Mit Untersuchungen über die Structur der Echinodermen und das Kalkgerüst der Asterien. Palaeontographica 32: 229 – 261, Stuttgart : E. Schweizerbart (Koch), 1886
- Die Labyrinthodonten der schwäbischen Trias. Palaeontographica 36: 1-158, Stuttgart: E. Schweizerbart (Koch), 1889
- Scenerie der Alpen. 325 S., Leipzig: Weigel, 1892
- Die Triaszeit in Schwaben ; Ein Blick in die Urgeschichte an der Hand von R. Blezingers geologischer Pyramide. 40 S., Ravensburg: O. Maier, 1900
- Die Meer-Crocodilier (Thalattosuchia) des oberen Jura unter specieller Berücksichtigung von Dacosaurus und Geosaurus. Palaeontographica 49 (1): 1-71, Stuttgart: E. Schweizerbart, 1902
- Führer durch das Königliche Naturalien-Kabinett zu Stuttgart Teil 1: Die geognostische Sammlung Württembergs im Parterre-Saal, zugleich ein Leitfaden für die geologischen Verhältnisse und die vorweltlichen Bewohner unseres Landes. 82 S., Stuttgart: E. Schweizerbart, 1903
- Neue Zeuglodonten aus dem unteren Mitteleocän vom Mokattam bei Cairo. Geologische und Palaeontologische Abhandlungen, N.F. 6 (3): 1-24, Jena: Fischer, 1904
- Der Petrefaktensammler: ein Leitfaden zum Sammeln und Bestimmen der Versteinerungen Deutschlands. 249, 72 S., Stuttgart: K. G. Lutz, 1910
- Branca, W., Fraas, E.: Das vulcanische Ries bei Nördlingen in seiner Bedeutung für Fragen der allgemeinen Geologie. Abhandlungen der Königlich Preussischen Akademie der Wissenschaften zu Berlin: 1-169 S., 1901
- Branca, W., Fraas, E.: Das kryptovulcanische Becken von Steinheim. Abhandlungen der Königlich Preussischen Akademie der Wissenschaften zu Berlin: 1-64, 1905
- Proteroehersis, eine pleurodire Schildkröte aus dem Keuper. Jahreshefte des Vereins für Vaterländische Naturkunde in Württemberg, 69, S. 13-90. Online beschikbaar. Universität Frankfurt.